# Claude Bourgonnier

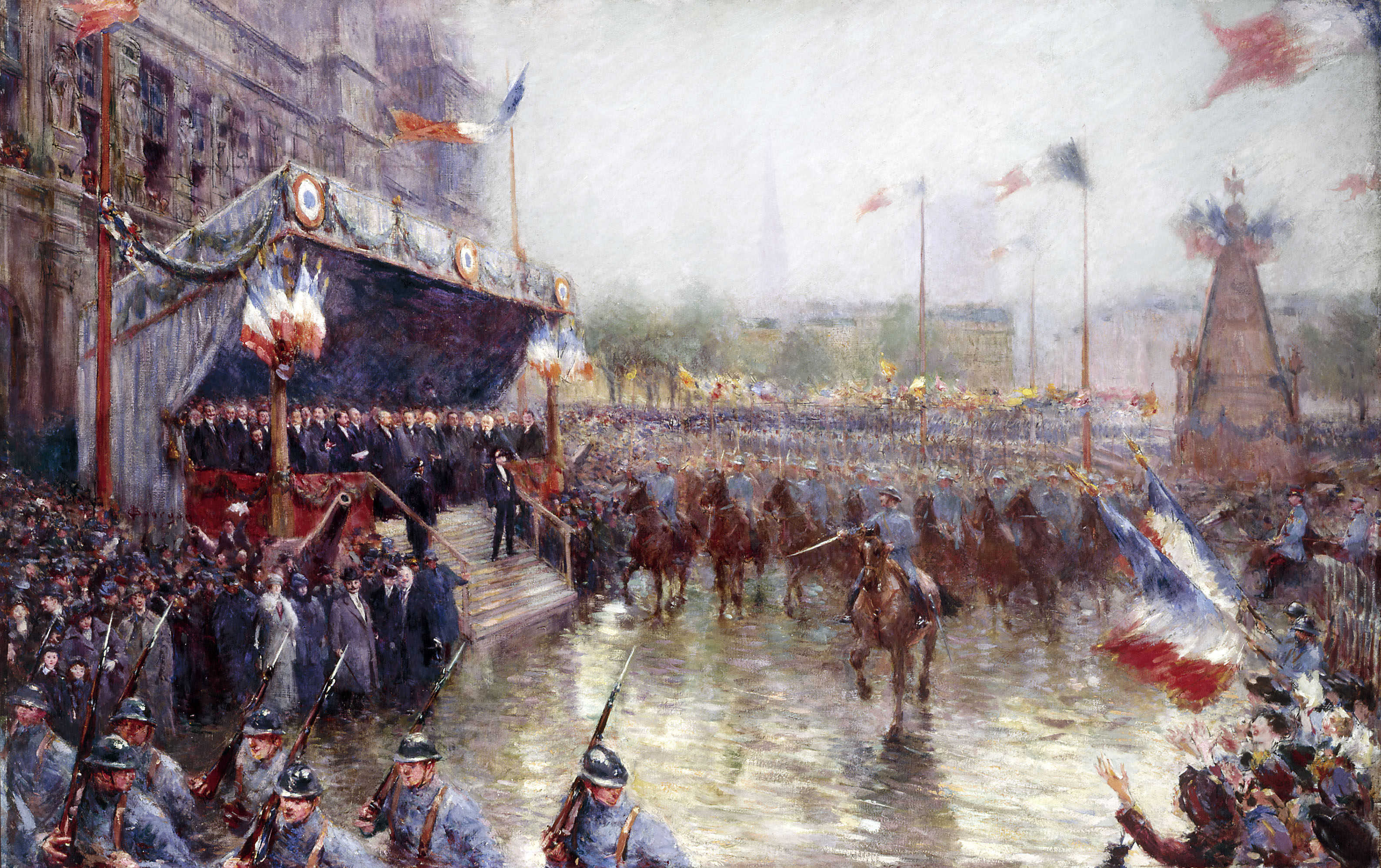
La place de l'Hôtel de Ville, le 20 octobre 1918, manifestation en l'honneur de la classe 1920 (musée Carnavalet).

Claude-Charles Bourgonnier, né  Charles Claude Lucien Frédéric Marie Bourgonnier à Paris le 5 février 1858 et mort le 15 juin 1921 à Agon (Manche), est un peintre et illustrateur français.

## Biographie
Charles Claude Lucien Frédéric Marie Bourgonnier est le fils de Joseph Frédéric Bourgonnier (1820-1888), capitaine et d'Anne Catherine Baruzy (1828-1893). Son frère Alfred Auguste Casimir sera professeur de mathématiques.
Élève d'Alexandre Cabanel et du sculpteur Alexandre Falguière, Médaille d'honneur de l'Exposition universelle de Barcelone de 1888 puis de celle de Paris l'année suivante, il obtient à l'Exposition universelle de 1900 la médaille d’argent.
En 1891, il propose La Tentation. L'année suivante, au Salon de 1892, il lacère son tableau situé au second rang. Il est exclu du droit d'exposer durant deux ans.
En 1893, il épouse Berthe Leroy, pointilleuse et future peintre ; 
Paul-Louis Delance, René Rozet, et Lucien-Pierre Sergent sont témoins du mariage, lors duquel Claude Bourgonnier légitime sa parenté de l'enfant Berthe Élise Leroy, née en 1878.
En 1903, il rejoint le comité de direction de la Société des peintres-lithographes.
Il meurt le lendemain du décès de son épouse à Agon-Coutainville, le 15 juin 1921. Pour la succession des époux Bourgonnier, la vente des ateliers a lieu les 22 et 23 décembre 1921 à l'hôtel Drouot.